# Air Midwest

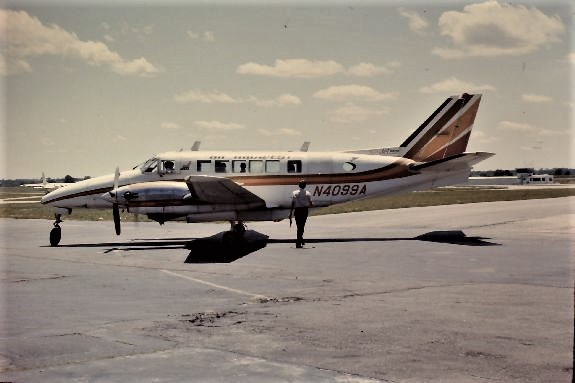
Beechcraft Model 99 en 1975

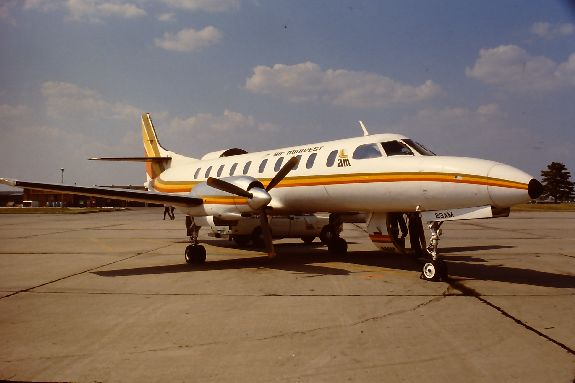
Fairchild Metro en el Aeropuerto de Wichita en 1979

Air Midwest, Inc. fue una aerolínea certificada por la Administración Federal de Aviación (FAA) bajo la Parte 121, con el certificado número AMWA510A emitido el 15 de mayo de 1965. Tenía su sede en Wichita, Kansas, Estados Unidos, y desde 1991 fue una subsidiaria de Mesa Air Group. Además de operar inicialmente como una aerolínea independiente, más adelante operó vuelos alimentadores en código compartido en nombre de Eastern Air Lines como Eastern Air Midwest Express, en nombre de American Airlines como American Eagle, en nombre de Trans World Airlines (TWA) como Trans World Express, y en nombre de US Airways como US Airways Express. También operó vuelos alimentadores para Braniff (1983–1990) y Ozark Air Lines, además de operar para Mesa Airlines. Air Midwest fue cerrada por su empresa matriz, Mesa Airlines, en junio de 2008.

## Historia
Air Midwest fue incorporada en Wichita, Kansas, el 7 de mayo de 1965 por Gary Adamson como Aviation Services Inc. Utilizando un único Cessna 206, Adamson transportaba restos humanos para funerarias de la zona. Posteriormente, Aviation Services se presentó para vuelos chárter y el 17 de abril de 1967 comenzó un servicio regular entre Wichita y Salina.
Cuando Frontier Airlines comenzó a reducir su presencia en el oeste de Kansas a partir de 1968, Aviation Services intervino para asumir el servicio aéreo. En 1969, cambió su nombre a Air Midwest y ordenó aviones turbohélice Beech 99 para mantenerse al día con su expansión. En 1971, Frontier se retiró completamente de Dodge City, Great Bend y Hutchinson, KS, lo que permitió a Air Midwest asumir esos servicios. En 1977, Frontier también suspendió operaciones en Garden City, Goodland y Hays, KS, así como en Lamar, CO, y Air Midwest comenzó a operar una flota de seis aviones de hélice Swearingen Metroliner. Para entonces, Air Midwest conectaba ciudades pequeñas de Kansas con Wichita, Kansas City (Misuri) y Denver (Colorado).
Con la desregulación de las aerolíneas a fines de 1978, Air Midwest vio muchas más oportunidades de expansión y realizó una jugada audaz al ordenar diez Metroliners adicionales. El 1 de marzo de 1979, Air Midwest comenzó a operar varias nuevas rutas en Nuevo México anteriormente operadas por Texas International Airlines. Este nuevo servicio se conectó con las operaciones en Kansas mediante la escala en Lubbock, Texas, donde Air Midwest se asoció con Braniff Airways. Desde Lubbock, se iniciaron servicios a Hobbs, Roswell, Carlsbad y Albuquerque (Nuevo México), así como desde Albuquerque a Clovis. También se inició servicio desde Lubbock a Garden City, Dodge City y Wichita. En julio de 1979 se inauguraron vuelos desde Lubbock y Wichita hacia Ponca City, Enid y Oklahoma City (Oklahoma). En 1980/1981, Air Midwest volvió a expandirse con nuevas rutas desde Albuquerque a Alamogordo, Silver City y Farmington (Nuevo México), así como de Farmington a Phoenix (Arizona), todas anteriormente operadas por Frontier Airlines. También se creó un nuevo enlace a Wichita vía Clovis y Amarillo. Las rutas se expandieron además desde el Aeropuerto Internacional de Kansas City y el Aeropuerto del centro de Kansas City hacia nuevas ciudades en Nebraska, Iowa, Misuri y Oklahoma. En 1982 se suspendieron todos los servicios desde Lubbock, trasladándose a Midland/Odessa (Texas) hasta 1984, cuando también se cancelaron estos. En 1983 se estableció un acuerdo de comercialización con Frontier Airlines para alimentar sus vuelos en Denver. A partir de 1984, la competidora Mesa Airlines comenzó una expansión agresiva en Nuevo México y Texas, por lo que Air Midwest decidió suspender todas sus rutas en esa región el 31 de enero de 1986 y enfocarse en nuevas alianzas con aerolíneas importantes listadas más abajo. También en 1984, Air Midwest operaba independientemente vuelos directos desde Aeropuerto del centro de San Luis (CPS) a Aeropuerto Internacional Midway (MDW), Aeropuerto Urbano Charles B. Wheeler (MKC) y Olathe, KS (vía Aeropuerto industrial del condado de Johnson (LXT)) con aviones Metro.
El 1 de mayo de 1985, Air Midwest se fusionó con Scheduled Skyways, una aerolínea regional con base en Fayetteville, Arkansas, que luego cambió su nombre a Skyways, con la esperanza de obtener un código compartido para alimentar el centro de conexiones de Republic Airlines en Memphis, Tennessee. Air Midwest se expandiría adquiriendo rutas en Arkansas para complementar sus servicios en el Medio Oeste. Ambas aerolíneas operaban aviones Metro, y Air Midwest vio la oportunidad de lograr un acuerdo de código compartido con Republic.[cita requerida] Sin embargo, Republic eligió otra aerolínea para alimentar su centro en Memphis. Mientras tanto, Air Midwest descubrió muchos problemas ocultos en la flota descuidada que heredó de Scheduled Skyways, obligando a realizar mucho mantenimiento para mantener los aviones operativos. La fusión dejó a Air Midwest al borde de la bancarrota durante los años siguientes.
El 1 de abril de 1985, Air Midwest introdujo el turbohélice Saab 340 de 30 asientos en vuelos desde Kansas City a Wichita, Omaha y Manhattan, KS. A finales de 1985, la aerolínea operaba cinco Saab 340 y 24 Metroliners.
Aunque no logró un acuerdo con Republic, Air Midwest firmó códigos compartidos en 1985 con Eastern Airlines como Eastern Air Midwest Express en Kansas City y Wichita, y en 1986 con Ozark Air Lines como Ozark Midwest en San Luis, así como con American Airlines como parte de American Eagle en el nuevo centro de conexiones en Nashville.
Los problemas financieros obligaron a Air Midwest a vender su centro de operaciones en Nashville y sus Saab 340 a American en 1987. Trans World Airlines (TWA) adquirió Ozark Air Lines en 1986 y forzó a Air Midwest a ceder algunas rutas en San Luis porque TWA ya tenía un socio de código compartido allí, Resort Air (más tarde Trans States Airlines). A fines de 1989, Air Midwest operaba servicios Trans World Express en nombre de TWA desde San Luis con vuelos directos a Birmingham, AL; Bloomington, IL; Cape Girardeau, MO; Cedar Rapids, IA; Champaign, IL; Decatur, IL; Evansville, IN; Fayetteville, AR; Fort Leonard Wood, MO; Knoxville, TN; Lexington, KY; Marion, IL; Paducah, KY; Quincy, IL; Rochester, MN; South Bend, IN; Topeka, KS y Waterloo, IA operados con turbohélices Jetstream 31, Embraer EMB-120 Brasilia, Fairchild Swearingen Metroliner y Saab 340. En 1990, la aerolínea agregó vuelos entre San Luis y Fort Smith, AR; Manhattan, KS y Salina, KS.
En junio de 1988, Air Midwest había desarrollado su centro de conexiones en Kansas City con 89 vuelos diarios a 20 ciudades, todos operando como Eastern Express. Eastern redujo abruptamente sus operaciones en Kansas City, dejando a Air Midwest sin conexiones para sus pasajeros. Air Midwest negoció rápidamente un código compartido con la segunda encarnación de Braniff, ya que Braniff estaba creando un centro en Kansas City. La operación Braniff Express comenzó el 1 de octubre de 1988, pero poco más de un año después, Braniff volvió a declararse en bancarrota y suspendió operaciones el 6 de noviembre de 1989.
Tras el colapso de Braniff, Air Midwest volvió a operar bajo su propia marca en Kansas City hasta que negoció un nuevo acuerdo de código compartido con USAir para alimentar su pequeño centro de conexiones en Kansas City como USAir Express a partir del 15 de enero de 1991. USAir cambió su nombre a US Airways en 1997 y la operación de US Airways Express en Kansas City continuó hasta el 30 de junio de 2008.
Mesa Airlines intentó comprar Air Midwest en 1989. Tuvo éxito en 1991 y reemplazó la flota de Metroliners por nuevos Beechcraft 1900D. En 2001, todos los vuelos de Mesa operados con Beech 1900D en los centros de Albuquerque y Phoenix pasaron al certificado de Air Midwest.
Un libro sobre la historia de Air Midwest titulado "Pioneer of the Third Level" fue escrito por el Dr. Imre E. Quastler, una autoridad en aerolíneas regionales. Este libro cubre detalladamente los primeros años de Air Midwest desde 1965 hasta 1980.

### Operaciones bajo Mesa Air Group
Mesa Air Group adquirió Air Midwest en 1991. Desde 1991 hasta 1997, Air Midwest operó doce turbohélices Beechcraft 1900C en vuelos desde su centro de conexiones en Kansas City como USAir Express. En 1997, Mesa Air Group realizó una reorganización corporativa: las divisiones FloridaGulf, Liberty Express e Independiente de Mesa Airlines se fusionaron con Air Midwest.
Air Midwest operaba hacia muchas ciudades pequeñas como parte del programa Essential Air Service, incluyendo una operación como America West Express en Phoenix y Las Vegas bajo un acuerdo con America West Airlines. También se realizaban operaciones independientes bajo la marca Mesa Airlines con divisiones en Albuquerque, Chicago y Dallas/Fort Worth. La operación de America West Express fue transferida a US Airways Express tras la fusión de America West y US Airways en 2007. Además, Air Midwest operó como US Airways Express en los centros de conexiones principales de la aerolínea matriz en Charlotte, Filadelfia y Pittsburgh, así como en operaciones más pequeñas en Omaha, Little Rock y Nueva Orleans.
El 8 de enero de 2003, Air Midwest sufrió su primer accidente fatal cuando el Vuelo 5481 de Air Midwest, operando como US Airways Express y saliendo de Charlotte con destino a Greenville-Spartanburg, se estrelló 37 segundos después del despegue. Todos los 19 pasajeros y los dos tripulantes murieron en el accidente.
Durante un período de tres semanas en agosto de 2006, Air Midwest operó como Delta Connection, volando tres Beechcraft 1900D desde el Aeropuerto John F. Kennedy hacia Providence, Rhode Island y Windsor Locks, Connecticut, como medida temporal para Freedom Airlines, otra subsidiaria de Mesa Air Group, hasta que fue reemplazada por Chautauqua Airlines.
El 1 de febrero de 2007, Air Midwest comenzó operaciones en el Aeropuerto Internacional Midway en Chicago, Illinois, hacia tres aeropuertos de Illinois: Decatur, Marion y Quincy. Sin embargo, apenas nueve meses después de comenzar este servicio, Mesa Airlines anunció que Air Midwest cesaría todas sus operaciones en Illinois el 9 de noviembre de 2007.
En mayo de 2007, Air Midwest, operando como America West Express en nombre de America West Airlines, solicitó a la FAA permiso para retirarse del servicio en el aeropuerto regional de Vernal, Utah (un servicio que había comenzado solo un año antes), tan pronto como se aprobara un transportista sustituto. El 4 de octubre de 2007, el Departamento de Transporte de EE. UU. anunció que Great Lakes Airlines reemplazaría a Air Midwest como aerolínea del programa Essential Air Service en los aeropuertos de Vernal y Moab, Utah. Al mismo tiempo, el Departamento de Transporte anunció que SkyWest Airlines reemplazaría a Air Midwest en Cedar City.
Un informe publicado en The Wall Street Journal el 14 de enero de 2008 incluía una declaración del CEO de Mesa, Jonathan G. Ornstein, afirmando que la compañía había decidido cerrar Air Midwest, citando pérdidas significativas debido al aumento de los costos de mantenimiento y combustible. Todas las ciudades servidas por Air Midwest recibieron notificaciones de intención de finalizar el servicio, excepto Prescott y Kingman, Arizona. Posteriormente, Mesa anunció planes para cerrar completamente la subsidiaria Air Midwest, con la terminación total de sus servicios antes del 30 de junio de 2008. En el momento de su cierre, había 20 aviones en servicio, una disminución respecto al máximo histórico de 118.
Los dos últimos vuelos operados por Air Midwest fueron los vuelos 4679 y 4681. Ambos partieron el 30 de junio de 2008 a las 10:40 p.m. desde el Aeropuerto Internacional de Kansas City (MCI) hacia Joplin, Misuri (vuelo 4679) y Columbia, Misuri (vuelo 4681).

## Flota
World Airline Fleets 1979 (copyright 1979) muestra que Air Midwest contaba con:
- 5 Swearingen Metroliner II
- 1 Cessna 206

1987-88 World Airline Fleets (copyright 1987) muestra que Air Midwest contaba con:
- 4 Embraer EMB-120
- 5 Saab 340
- 51 Swearingen Metroliner II

En febrero de 2008, Air Midwest operaba el siguiente tipo de aeronave turbohélice:
Otras aeronaves operadas por Air Midwest incluyeron:
- Beechcraft 99
- Beechcraft 1900C
- British Aerospace BAe Jetstream 31
- Cessna 402

Todas las anteriores son aeronaves bimotoras turbohélice, con la excepción del Cessna 206, que es una aeronave monomotor con motor de pistón, y el Cessna 402, que es una aeronave bimotor con motores de pistón.

## Destinos

### En 1970
Air Midwest operaba los siguientes destinos como una aerolínea de transporte regional independiente en 1970:
- Colby, KS
- Colorado Springs, CO
- Denver, CO
- Dodge City, KS
- Garden City, KS
- Great Bend, KS
- Hays, KS
- Hutchinson, KS
- Kansas City, MO - Ciudad foco
- Liberal, KS
- Omaha, NE
- Pueblo, CO
- Topeka, KS
- Wichita, KS - Centro de conexiones y sede de la aerolínea

### De 1979 a principios de 1985
Air Midwest sirvió independientemente los siguientes destinos entre 1979 y principios de 1985 (antes de la fusión con Skyways), con todos los vuelos operados en ese momento con aeronaves Fairchild Swearingen Metroliner (modelo Metro II SA-226):
- Alamogordo, NM
- Albuquerque, NM - Ciudad foco
- Amarillo, TX
- Carlsbad, NM
- Clovis, NM
- Columbia, MO
- Denver, CO - Ciudad foco
- Des Moines, IA
- Dodge City, KS
- Enid, OK
- Farmington, NM
- Garden City, KS
- Goodland, KS
- Grand Island, NE
- Great Bend, KS
- Hays, KS
- Hobbs, NM
- Hutchinson, KS
- Joplin, MO
- Kansas City, MO - Aeropuerto Urbano Charles B. Wheeler - Aeropuerto foco
- Kansas City, MO - Aeropuerto Internacional de Kansas City - Centro de conexiones
- Lamar, CO
- Liberal, KS
- Lincoln, NE
- Lubbock, TX
- Manhattan, KS
- Midland, TX / Odessa, TX
- Minneapolis, MN / St. Paul, MN
- Moline, IL
- Oklahoma City, OK
- Omaha, NE
- Parsons, KS
- Phoenix, AZ
- Ponca City, OK
- Roswell, NM
- St. Louis, MO
- Salina, KS
- Silver City, NM
- Sioux City, IA
- Springfield, MO
- Topeka, KS
- Tulsa, OK
- Wichita, KS - Centro de conexiones y sede de la aerolínea

En 1984, Air Midwest operó brevemente nuevos servicios desde el Aeropuerto de San Luis a Chicago, IL (vía Aeropuerto de Midway), y Olathe, KAS (vía Aeropuerto del condado de Johnson) en las afueras de Kansas City, así como al Aeropuerto Urbano Charles B. Wheeler.

## Incidentes y accidentes
- 24 de mayo de 1984 - Vuelo 513 de Air Midwest - un Fairchild Swearingen Metroliner (modelo SA-226AC Metro II) en ruta desde el Centro Aéreo Internacional de Roswell en Roswell, Nuevo México al Aeropuerto Internacional Sunport en Albuquerque se vio obligado a realizar un aterrizaje de panza en Albuquerque después de que el tren de aterrizaje principal derecho se bloqueara en su posición. Los 15 pasajeros y los dos pilotos desembarcaron ilesos.
- 8 de enero de 2003 - Vuelo 5481 de Air Midwest - un Beechcraft 1900D operado por Air Midwest para US Airways Express en virtud de un acuerdo de franquicia, se estrelló contra un hangar del aeropuerto y estalló en llamas 37 segundos después de salir del Aeropuerto Internacional de Charlotte-Douglas en Charlotte, Carolina del Norte, con destino al Aeropuerto Internacional de Greenville-Spartanburg cerca de Greer, Carolina del Sur. Los 19 pasajeros y los dos pilotos que iban a bordo fallecieron en el accidente.[18]